# 库布吕克
库布吕克（法語：Coublucq，法語發音：[kublyk]）是法国大西洋比利牛斯省的一个市镇，位于该省东北部，属于波城区。

## 地理
库布吕克（43°31'55"N, 0°21'52"W）面积5.54 平方千米，位于法国新阿基坦大区大西洋比利牛斯省，该省份为法国东南部省份，涵盖了贝阿恩与北巴斯克，西临大西洋比斯開灣，北至朗德省，东北接热尔省，东临上比利牛斯省，南与西班牙接壤。
与库布吕克接壤的市镇（或旧市镇、城区）包括：布埃伊-布埃约-拉斯克、加尔莱德蒙代巴、梅拉克、普利亚克、普尔西于格-布库、维涅。

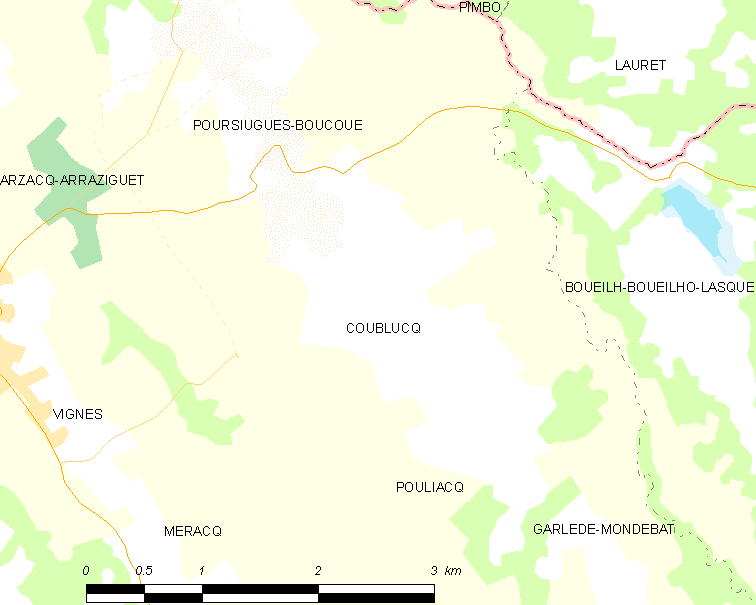
库布吕克的OSM定位图

库布吕克的时区为UTC+01:00、UTC+02:00（夏令时）。

## 行政
库布吕克的邮政编码为64410，INSEE市镇编码为64195。

## 政治
库布吕克所属的省级选区为阿尔蒂克斯和苏贝斯特尔地区县。

## 人口

1962-2008年间库布吕克人口变化图示

库布吕克于2022年1月1日时的人口数量为89人。